# Гогин, Василий Егорович
Василий Егорович Гогин (1868, Владимирская губерния — 1918, Москва) — верхнеуральский купец, предприниматель, общественный деятель и благотворитель.

## Биография
Василий Егорович Гогин родился в 1868 году в крестьянской семье Юрьевского уезда Владимирской губернии. Он окончил городское училище и после этого переехал в Верхнеуральск. В этом небольшом городке его отец — Егор Леонтьевич Гогин — стал руководителем промышленного предприятия у знатного московского купца и предпринимателя Ганшина, который, в свою очередь, имел целую сеть магазинов по всей Российской империи. В 1882 году Ганшин оказался в Верхнеуральске, где открыл торговую точку.
26 декабря 1904 году было основано торгово-промышленное предприятие «Василий Гогин и Ко». Управляющими этого торгового дома были Василий Егорович, Егор Леонтьевич и Алексей Иванович Гогины, братья. Это промышленное предприятие опиралось на мукомольное дело, торговлю мануфактурными, галантерейными и другими вещами в Оренбургской губернии Верхнеуральском и Троицком уездах. У Василия Егоровича Гогина были в собственности свои магазины в Белорецком и Миасском мануфактурах. Уже в 1915 году предприятие занималось продажей бакалеей и «колониальными» товарами, мануфактурой, галантереей, платьями, чаями и сахаром; однако данными товарами «прейскурант» торгового дома отнюдь не заканчивался. Также в газете «Верхнеуральский листок» появилось объявление:

«Товариществом Василий Гогин и Ко» получено: осетрина свежая, икра жереховая, семга двинская малосольная, лучшая обоечная мука и сеянка, тульская гречневая мука, овсянка, толокно, мак, полбенная крупа, рис.
Суммарный капитал торгового дома был 360 000 рублей.

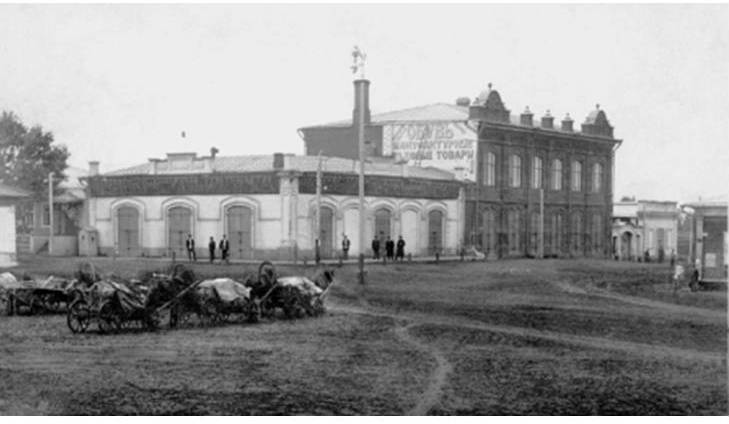
Магазин Гогина В. Е.

Однако основным делом, приносящим главный доход, была паровая мельница В. Е. Голубева. Он купил её у купца П. Е. Куликова в 1909 году; в то время она была не достроена, а Голубев закончил строительство. Эта мельница представляла собой целый комплекс, расположенный согласно техническим особенностям самой фабрики. Главный корпус был построен в четыре этаже из кирпича. Сейчас данный комплекс из нескольких сооружений является объектом культурного наследия России и её истории.
К примеру, работник-мельник Пырьев так описал предприятие:

В малом и большом корпусах стояло по два жернова — восьмерика, значит в диаметре 800 миллиметров. Один жернов в углу стоял совсем небольшой. На нем можно было частнику даже мешок зерна перемолоть. А какие сита стояли у Гогина на рассевах! Бронзовые, номера мелкие, ячейку не разглядишь. Привод на все механизмы был общий. А валы крутил паровой локомобиль. Машинное отделение находилось рядом с главным корпусом. Со старых времен остался склад под муку, что посреди двора. Сколько у Гогина этих складов-то было? Так сплошным рядом вдоль квартала стояли. Да на территории не один амбар красовался. И все были забиты мукой и зерном. К некоторым с мельницы шли подвесные галереи, по ним мука на склады подавалась. А с одним амбаром большой корпус был связан кирпичным тоннелем в рост человека. Паровые машины на мельницу были привезены из Германии.
Гогин основал два двухэтажных дома в Верхнеуральске: один под жильё, а второй под торговый магазин. На втором этаже он обустроил пошивочное ателье, куда он доставил из Владимирской губернии портных и закройщиков. Жители городка вспоминали, как Гогин разъезжал по России и звал мастеровых людей, портных, торговцев в свой город для работы на него на его собственном деле. Те, кто соглашались, получили от него квартиру, работу и многое другое.
Кроме того, В. Е. был также золотопромышленником. Он начал это дело с маленькой торговли и золотого прииска с добыванием всего 15 футов 36 золотников в год. Купец прошёл многое и стал управляющим Гумбейского золотопромышленного товарищества с добычей в 5 пудов 34 фунтов 77 золотников в год. Это позволило стать семье Гогиных самой богатейшей в Верхнеуральске. Всего было застраховано имущества на общую сумму 40 000 рублей по данным 1915 года.
Из-за трудов Голубева в его городе был открыт отдел Сибирского торгового банка, для которого предприниматель отдал принадлежащее ему здание. Ещё одной крупной благотворительной компанией Голубева стал проект электростанции. Он поставил динамо-машину, чтобы она освещала его магазин и квартиру в центре. Для этого была протянута электролиния длиной 3 км. Именно благодаря этому в Верхнеуральске появилась электроэнергия. У него также первого в городе появился французский автомобиль, который был красно-коричневого цвета. Его слуга — работник Михонцев — специально был направлен в Москву, чтобы научиться искусству вождения и обслуживания машины.

### Смерть и наследие

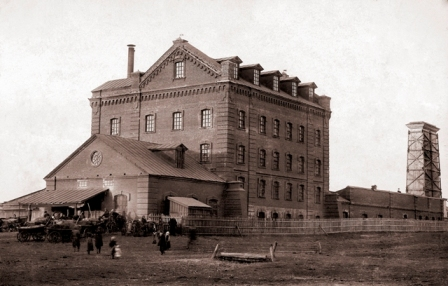
Мельница В. Е. Гогина

Как рассказывают предки Гогина, в 1918 году он поехал в Москву, где и был арестован и содержался в Бутырской тюрьме. По неподтверждённой информации, там же и погиб. По приказу Советского управления всё имущество Гогиных было арестовано в первую голову. Семью пытались найти, для того чтобы предать их суду.
В самом Верхнеуральске сохранилось несколько зданий, построенных либо каким-то образом связанных с Гогиным. Это были жилые дома, его мельница и его магазины. Сохранилось и здание магазина в городе Белорецке.
Василий Егорович Гогин внёс огромнейший вклад в развития своего города. Его почитают и уважают и в сегодняшние дни, где сохранён архитектурный облик самого города.

### Благотворительность и общественная деятельность
Гогин активно занимался не только деятельностью, как социальной, так и общественной, но и вкладывал свои деньги в различного рода проекты. К примеру, он несколько раз избирался городским головой. 1 января 1913 года ему был присвоен титул почётного потомственного гражданина.
Благодаря вложением Гогина в городе сделали на улицах газовые фонари, и даже открыли свой теневой театр. В 1913 году компания Гогина передала управлению города телефонную станцию на 38 номеров. На большие христианские праздники со своей мельницы рабочие наполняли мешки с мукой и развозили их бесплатно семьям.
Также благодаря участию купца было построено училище. Для его основания Гогин вкладывал в него по 1500 рублей ежегодно. Указом императора Всероссийского Николая II в построенном им училище были развешены его портреты, а в 1914 он на три года стал почётным попечителем этой школы.